# Gilles Eyquem
Gilles Eyquem est un ancien footballeur français, né le 30 mai 1959 à Caudéran, en Gironde. Il évoluait au poste de défenseur.
Il est aujourd’hui entraîneur de l'équipe de France féminine des moins de 20 ans.

## Biographie
Formé au SA Mérignac, il est recruté par les Girondins de Bordeaux en 1976 avec qui il remporte la coupe Gambardella, avec des coéquipiers comme Jean-Marc Furlan ou Pierre Testas.

### Parcours de joueur
Il commence sa carrière professionnelle en 1978, au début de la présidence Bez, dont la politique consiste à recruter deux ou trois internationaux à chaque intersaison. Le jeune Gilles Eyquem ne peut s’imposer dans une équipe se bonifiant chaque année. Il commence malgré tout sa carrière aux côtés de grands joueurs comme Marius Trésor, Alain Giresse ou Gérard Soler. Il joue également ses deux dernières années girondines dans une équipe dirigée par Aimé Jacquet. Il quitte enfin les Girondins à l’issue de la saison 1981-1982 pour rejoindre Guingamp en Division 2, l’ancienne Ligue 2.
De Guingamp à Angers, en passant par Cannes et Niort, Gilles Eyquem réalise la majeure partie de sa carrière professionnelle en Division 2. Il termine ensuite sa carrière comme entraîneur-joueur de Cherbourg en Division 3.

### Parcours d’entraîneur
Après son expérience d’entraîneur-joueur à Cherbourg, Gilles Eyquem rejoint sa région natale pour entraîner le club amateur du SU Agen. Il y restera huit années en s’investissant totalement, dans le club comme dans la ville : salarié du club, il cumule ses fonctions d’entraîneur avec celles d’éducateur dans les « quartiers » sous l’égide de la mairie, puis celle de directeur d’un centre social d’un quartier difficile.
Il devient en 1999 conseiller technique régional d’Aquitaine et cumule ce rôle de CTR avec celui de CTD (conseiller technique départemental) de Bordeaux et de Gironde Est. Ce poste de CTR était vacant depuis le départ de Philippe Bergeroo dans l’encadrement des Bleus et dépendait directement du  ministère de la Jeunesse et des Sports. Cette fonction lui permet de devenir l’entraîneur-adjoint des sélections nationales de jeunes des moins de 16 ans à 19 ans, des sélections dirigées par Philippe Bergeroo.
Depuis 2012, il est alternativement l'entraîneur des sélections féminines U19 et U20. Il prendra sa retraite en 2020.

## Carrière
| Saison      | Club                  | Pays   | Championnat | Championnat | Championnat | Coupe d'Europe | Coupe d'Europe | Coupe d'Europe | Équipe de France | Équipe de France | Équipe de France |
| Saison      | Club                  | Pays   | Division    | Matchs      | Buts        | Type           | Matchs         | Buts           |                  |                  |                  |
| ----------- | --------------------- | ------ | ----------- | ----------- | ----------- | -------------- | -------------- | -------------- | ---------------- | ---------------- | ---------------- |
| Saison      | Club                  | Pays   | Division    | Matchs      | Buts        | Type           | Matchs         | Buts           | Matchs           | Buts             |                  |
| 1977 - 1978 | Girondins de Bordeaux | France | Division 1  | 0           | 0           | -              | -              | -              | -                | -                |                  |
| 1978 - 1979 | Girondins de Bordeaux | France | Division 1  | 3           | 0           | -              | -              | -              | -                | -                |                  |
| 1979 - 1980 | Girondins de Bordeaux | France | Division 1  | 15          | 0           | -              | -              | -              | -                | -                |                  |
| 1980 - 1981 | Girondins de Bordeaux | France | Division 1  | 26          | 0           | -              | -              | -              | -                | -                |                  |
| 1981 - 1982 | Girondins de Bordeaux | France | Division 1  | 2           | 0           | -              | -              | -              | -                | -                |                  |
| 1982 - 1983 | EA Guingamp           | France | Division 2  | 31          | 5           | -              | -              | -              | -                | -                |                  |
| 1983 - 1984 | AS Cannes             | France | Division 2  | 19          | 0           | -              | -              | -              | -                | -                |                  |
| 1984 - 1985 | AS Cannes             | France | Division 2  | 27          | 1           | -              | -              | -              | -                | -                |                  |
| 1985 - 1986 | Chamois niortais FC   | France | Division 2  | 33          | 0           | -              | -              | -              | -                | -                |                  |
| 1986 - 1987 | Chamois niortais FC   | France | Division 2  | 34          | 1           | -              | -              | -              | -                | -                |                  |
| 1987 - 1988 | SCO Angers            | France | Division 2  | 34          | 2           | -              | -              | -              | -                | -                |                  |
| 1988 - 1989 | SCO Angers            | France | Division 2  | 27          | 1           | -              | -              | -              | -                | -                |                  |
| 1989 - 1990 | AS Cherbourg          | France | Division 3  | 0           | 0           | -              | -              | -              | -                | -                |                  |
| 1990 - 1991 | AS Cherbourg          | France | Division 3  | 0           | 0           | -              | -              | -              | -                | -                |                  |

## Palmarès

### Joueur
- Championnat de France de football D2 1986-87 : vice-champion (Chamois niortais FC)

### Entraîneur
- Vainqueur du Championnat d'Europe féminin de football des moins de 19 ans 2013
- Vainqueur du Championnat d'Europe féminin de football des moins de 19 ans 2016
- Vainqueur du Championnat d'Europe féminin de football des moins de 19 ans 2019
- Finaliste de la Coupe du monde féminine de football des moins de 20 ans 2016
- Finaliste du Championnat d'Europe féminin de football des moins de 19 ans 2017
- Troisième de la Coupe du monde féminine de football des moins de 20 ans 2014